# 駭速霹靂火
《駭速霹靂火》（英語：Race）是一部2008年印度印地語新黑色動作犯罪片，由阿巴斯—穆斯坦執導。本片為《生死競賽》系列的首部電影，講述一對兄弟為了愛情及家族企業的財產相互競爭；劇情大致改編自1998年美國電影《美麗壞美眉》。電影主演陣容包括安尼·卡浦爾、賽伊夫·阿里·罕、阿克夏·卡納、比帕莎·巴蘇、卡特麗娜·卡芙及薩米拉·雷迪。
《駭速霹靂火》由Tips Industries製作，主要攝影工作在德班、果阿和杜拜進行。電影2008年3月21日在印度上映，全球票房達10.3億盧比，成為2008年票房第六高的印地語電影，商業表現成功。續集為2013年的《生死競賽2》。

## 劇情
蘭威爾·「羅尼」·辛格在德班經營著一家馬牧場，並使用最優質的馬匹舉辦了許多賽馬比賽。蘭威爾正在與即將出道的模特兒索妮亞交往，私人助理蘇菲亞似乎暗戀著他。蘭威爾之弟拉吉夫是個酒鬼，不管事業，受到兄長照顧。蘭威爾在輸掉一場賽馬後，負債累累，之後發現自己的騎師遭競爭對手卡比爾·阿胡賈收買，於是利用汽車炸彈殺死了他。卡比爾打算收購其牧場。之後，蘭威爾在一場車禍中倖存。
拉吉夫醉醺醺地向蘭威爾承認，自己喜歡索妮亞，願意為她戒酒。於是蘭威爾停止與索妮亞交往，拉吉夫和索妮亞開始在一起，直到拉吉夫透露自己知曉索妮亞的不光彩過去，並計劃利用她。辛格兄弟的父親為父子三人提供了巨額人壽保險；父親死後，拉吉夫想殺死蘭威爾來繼承1億美元的保險金。索妮亞同意提供協助，以換取2000萬美元。
拉吉夫與索妮亞假裝結婚；按照拉吉夫的指示，索妮亞引誘蘭威爾，蘭威爾承認自己一直愛著她。拉吉夫計劃用自殺威脅，來作為對索妮亞和蘭威爾私通的回應，自己從一棟高樓上跳下，讓索妮亞把蘭威爾推下去。事實證明，蘭威爾知曉此計畫，索妮亞其實與他勾結，一直在向他通報最新情況，他們密謀暗殺拉吉夫。計畫當晚，索妮亞出賣了蘭威爾，反而把他推下樓，自稱雖愛他，但錢更重要。當羅伯·「RD」·德柯斯塔督察及助手米妮調查這起死亡事件時，蘇菲亞透露自己與蘭威爾結了婚，這讓索妮亞感到震驚，蘇菲亞現成為保險金的繼承人。但實際上，蘇菲亞也私下參與了拉吉夫的計畫，兩人打算在得到錢後趕走索妮亞。RD發現拉吉夫和蘇菲亞偽造了蘇菲亞與蘭威爾的婚姻。RD與拉吉夫對質，並同意以2500萬美元的賄賂來保持沉默。
拉吉夫僱用了最初透過車禍來謀殺兄長的同一名殺手，來解決掉索妮亞。但蘭威爾卻意外現身救了她，並殺死了殺手。蘭威爾與拉吉夫和索菲亞對質。蘭威爾透露先前在醫院意外聽見拉吉夫與殺手的通話，於是一直陪他玩遊戲，並也幫拉吉夫又保了另一筆保險；蘭威爾打算透過殺死拉吉夫，來同時獲得自己假死以及拉吉夫及蘇菲亞之死的保險金，共2億美元。蘭威爾拒絕直接殺死拉吉夫，而是給了他機會，雙方來場賽車比賽，勝者能得到一切。蘭威爾和索妮亞駕駛黃色豐田Supra出現，拉吉夫和蘇菲亞駕駛藍色日產Skyline；當拉吉夫抗議時，蘭威爾自願與他換車。拉吉夫預料到了這一轉變，並破壞了日產Skyline的煞車。蘭威爾也透露，自己在豐田Supra上裝了炸彈，如果拉吉夫的時速低於100公里，炸彈就會引爆。
比賽最後，拉吉夫的車失控翻覆並撞上油罐車，導致他和蘇菲亞死於爆炸；蘭威爾和索妮亞則死裡逃生地停下車輛。蘭威爾坦白，其實車上沒有炸彈，並悲痛稱自己誠實地參加比賽，但拉吉夫至此仍繼續欺騙他。最終，蘭威爾領取了拉吉夫與蘇菲亞及自己「死亡」的保險金，試圖與索尼亞一起逃離城市，但RD攔下他們。據透露，兩人是兒時好友，而RD一直與蘭威爾合作，以得到更多的錢。蘭威爾給了RD一個裝有炸彈的公事包。蘭威爾按下按鈕，但炸彈沒有爆炸；蘭威爾宣稱，這是為了防止RD殺死了自己並拿走所有的錢。

## 演員
- 安尼·卡浦爾飾演羅伯·「RD」·德柯斯塔督察（Inspector Robert “RD” D'Costa）：處理蘭威爾案件的警官，蘭威爾的兒時好友。
- 賽伊夫·阿里·罕飾演蘭威爾·「羅尼」·辛格（Ranvir "Ronnie" Singh）：拉吉夫之兄，掌管家族企業的商人。
- 阿克夏·卡納飾演拉吉夫·辛格（Rajiv Singh）：蘭威爾之弟，整天酗酒，意圖霸佔家族資產。
- 比帕莎·巴蘇飾演索妮亞（Sonia）：超級名模，蘭威爾的愛人。
- 卡特麗娜·卡芙飾演蘇菲亞（Sophia）：蘭威爾的秘書。
- 薩米拉·雷迪（英语：Sameera Reddy）飾演米妮（Mini）：RD的助手。
- 達里普·塔西爾（英语：Dalip Tahil）飾演卡比爾·阿胡賈（Kabir Ahuja）：蘭維爾的競爭對手。
- 基庫·沙達（英语：Kiku Sharda）飾演山姆（Sam）：蘭威爾的助手。
- 喬尼·里沃（英语：Johnny Lever）飾演麥斯（Max，客串）：婚姻登記員。
- 格普里特·古吉（英语：Gurpreet Ghuggi）飾演警官（客串）

## 製作
賽伊夫·阿里·罕在接演本片時得以選擇扮演蘭威爾（Ranvir）或拉吉夫（Rajiv），並起初有意飾演拉吉夫。片方告訴他，如果扮演拉吉夫，那阿克夏·庫馬將飾演蘭威爾。罕最終選擇蘭威爾。法丁·罕隨後簽約飾演拉吉夫一角，但後來為拍攝《嘿·貝貝兒！》（2007年）而退出，改由阿克夏·卡納接替。

## 爭議
根據18电视网報導，普里坦為本片譜寫的歌曲〈第一眼〉（Pehli Nazar Mein）和〈慢點慢點摸我〉（Zara Zara Touch Me）直接抄襲自韓國電視劇《豪傑春香》（2005年）的歌曲〈我愛你〉（Sa Rang Haeo），以及台灣歌手王力宏的〈竹林深處〉。台灣索尼音樂娛樂已向Tips Industries發出法律信函，要求賠償因〈慢點慢點摸我〉而帶來的損失。普里坦此前已有數次涉嫌抄襲的例子。

## 外部連結
- 互联网电影数据库（IMDb）上《駭速霹靂火》的资料（英文）
- Box Office Mojo上《駭速霹靂火》的資料（英文）